# Cosmos 356
Cosmos 356 (en cirílico, Космос 356) fue un satélite artificial soviético perteneciente a la clase de satélites DS (el segundo y último de los dos de tipo DS-U2-MG) y lanzado el 10 de agosto de 1970 mediante un cohete Cosmos 2I desde el cosmódromo de Plesetsk.

## Objetivos
La misión de Cosmos 356 consistió en estudiar los polos de la magnetosfera terrestre.

## Características
El satélite tenía una masa de 400 kg (aunque otras fuentes indican 357 kg) y fue inyectado inicialmente en una órbita con un perigeo de 231 km y un apogeo de 573 km, con una inclinación orbital de 82 grados y un periodo de 92,62 minutos.
Cosmos 356 reentró en la atmósfera el 2 de octubre de 1970.